# 硫前列酮
硫前列酮，或稱噻普酮，是一種類似前列腺素E2的物質，常用作催產劑， 亦可用於抗早孕。

## 作用机制
该药物对子宫平滑肌选择性较高，有较强子宫收缩作用，且作用时间较长。有较好的软化和扩张子宫颈管的作用，优于卡波前列素甲酯，肌内注射吸收迅速，经20-30分钟血药浓度达到峰值。临床用于抗早孕、扩宫颈及中期引产；还用于胎死宫内、异常妊娠的引产。与米非司酮合用，可提高早孕完全流产率。对产后宫缩乏力所致出血也有良效，一般用药后10分钟内出血停止。